# Johan Alexander Nederbragt
Johan Alexander Nederbragt (ur. 29 lutego 1880 r. w Heteren, zm. 5 września 1953 w Hadze) – holenderski polityk, działacz Ligi Narodów.
Urodził się w rodzinie kalwińskiej. Był synem Gerrita Willema, dyrektora miejscowej szkoły.
W 1907 roku został zatrudniony w redakcji konserwatywnej gazety "De Standaard". W tym czasie równolegle uzupełniał swoje wykształcenie w zakresie ekonomii politycznej. W 1918 roku obronił dysertację doktorską w Holenderskiej Szkole Handlu w Rotterdamie. Pracował jako ekspert ekonomiczny Ligi Narodów. W 1933 rozważano jego kandydaturę na stanowisko Wysokiego Komisarza Ligi Narodów w Wolnym Mieście Gdańsku. Od września 1934 do 1 września 1939 pełnił funkcję neutralnego prezydenta Rady Portu i Dróg Wodnych Gdańska. Po wybuchu II wojny światowej i rozwiązaniu Rady Portu przez hitlerowców powrócił do Holandii i od 15 stycznia 1940 do 14 czerwca 1946 sprawował funkcję burmistrza miasta Voorburg. Po wojnie był m.in. w latach 1946–1948 pierwszym konsulem generalnym w Jerozolimie, a potem do 1 lutego 1951 posłem Holandii w Izraelu.